# 弗拉基米尔·布鲁斯
弗拉基米尔·布鲁斯（英語：Włodzimierz Brus，1921年8月23日—2007年8月31日）是一名共產波蘭時期的經濟學家、共產黨官員，但在1968年波蘭政治危機被移離權力核心以後移民到英國，並且在當地渡過餘生。他在中华人民共和国以身為曾參加巴山輪會議的外國專家而聞名。

## 早年生活和教育
布鲁斯1921年出生在波蘭第二共和國普沃茨克的犹太人家庭。他一開始在波蘭自由大學唸書，在1939年德蘇波蘭戰役後他搬遷到被紅軍佔領的 利沃夫 (位於今天的乌克兰)。他在利沃夫大學繼續學業，並且在圣彼得堡国立大学取得博士學位。他隨後逃到薩拉托夫擔任第三国际老師並且在工廠任職。
在戰爭結束後，布魯斯跟隨被蘇聯控制的波蘭軍波蘭第1軍團回到波蘭，但發現父母和姐姐均已經在特雷布林卡灭绝营中被殺。但他發現猶太人妻子Fajga (後改名Helena Wolińska)在猶太人大屠殺中倖存下來，但她已經改嫁給人民保衛隊和國民警察的一名司令官，隸屬波蘭公共安全部 (1945–1949).

## 經歷
在戰後布魯斯擔任波兰工人党的宣傳部領袖。他也開始撰寫有關马克思主义价值规律的論文並且開始在华沙大学任教。在1952年撰寫了一本表達對约瑟夫·维萨里奥诺维奇·斯大林社會主義的經濟問題一書仰慕之情的宣傳教科書。他也在頻繁地攻擊铁托主义和瓦迪斯瓦夫·哥穆尔卡，認為他們並沒有指引出前往社會主義的蘇式道路。在1955年布魯斯成為瓦迪斯瓦夫·哥穆爾卡政府經濟改革委員會的副主席，可是大部分建議都被波茲南事件後的經濟穩定措施所取代在1956年，他重新迎娶因為經常下令處決而導致革去軍隊檢察官職務的Wolińska
在1961年，他具有影響力的作品《社會主義經濟運作上的一般問題》正式出版，書中認為民主和市場機制都是導向社會主義的必不可缺要素。在1965年，他為因為書寫"致黨的公開信"、呼籲推動民主改革而受審的雅采克·庫隆和卡羅尔·莫澤萊夫辯護。他也曾為莱谢克·科拉科夫斯基以及克日什托夫·波米安被開除黨籍的決定辯護，但他自己也在1968年被開除。在1968年到1972年期間他得以在華沙的房屋研究所任職研究員，但期間並被不允許以本名發表。在1972年他與妻子一同前往英國，早期先後在格拉斯哥大學和牛津大學聖安東尼學院任職臨時職位，最終成為牛津大學沃弗森學院的現代俄羅斯與東歐研究教授，期間曾指導日後擔任希臘財政部長歐幾里得·察卡洛托斯撰寫博士論文。在1989年他與卡齐米尔兹·拉斯基一起出版了《從馬克思到市場》一書作為布魯斯1961年作品的延伸。

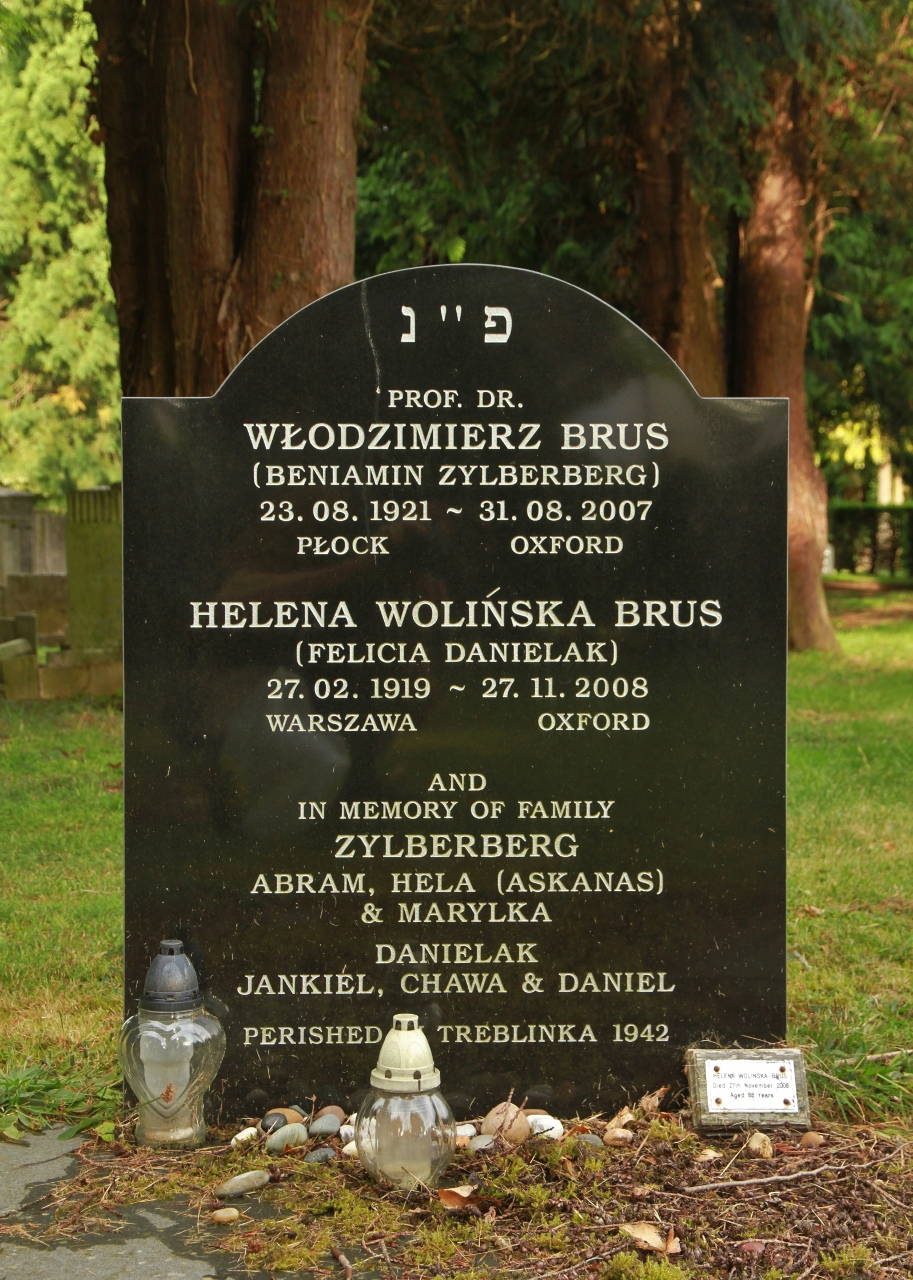
布鲁斯夫妻之墓，位於牛津Wolvercote Cemetery

在1990年代東歐劇變後，布魯斯和妻子由於擔心她監禁和處決波蘭家鄉軍將軍埃米尔·奥古斯塔·菲尔德夫的罪行被追究，因此決定不返回波蘭。波蘭當局因此在2007年11月20日對她發出了歐洲拘捕令布魯斯則在該年早一些的時間8月31日去世。
布魯斯的學術貢獻在他去世後被總結在英國皇家經濟學會的電子報。